# Dermaleipa luteimacula
Dermaleipa luteimacula är en fjärilsart som beskrevs av Embrik Strand 1914. Dermaleipa luteimacula ingår i släktet Dermaleipa och familjen nattflyn. Inga underarter finns listade i Catalogue of Life.